# Keylor Herrera
Keylor Herrera Villalobos (Alajuela, 7 de enero de 1993) es un árbitro costarricense.

## Participaciones

### Torneos de clubes
Ha participado en los siguientes torneos de clubes:
- Primera División de Costa Rica
- Supercopa de Costa Rica
- Torneo de Copa de Costa Rica
- Leagues Cup
- Liga de Campeones de la Concacaf
- Liga Concacaf
- Campeonato de Clubes de la CFU

### Torneos de selecciones
Ha participado en los siguientes torneos de selecciones internacionales:
- Campeonato Sub-20 de la Concacaf de 2018
- Copa de Oro de la Concacaf 2019
- Liga de Naciones de la Concacaf 2019-20
- Copa de Oro de la Concacaf 2021
- Campeonato Sub-20 de la Concacaf de 2022
- Clasificación de Concacaf para la Copa Mundial de 2022
- Liga de Naciones de la Concacaf 2022-23
- Copa de Oro de la Concacaf 2023
- Copa Mundial de Fútbol Sub-17 de 2023
- Liga de Naciones de la Concacaf 2023-24